# Neumarkt am Wallersee
Neumarkt am Wallersee ist eine Stadtgemeinde im Nordosten des österreichischen Bundeslandes Salzburg mit 6626 Einwohnern (Stand 1. Jänner 2024). Die nordöstlich der Landeshauptstadt Salzburg liegende, aus zwölf einzelnen Ortschaften bestehende Gemeinde ist zum Teil ländlich strukturiert. Neumarkt gilt als ein Schwerpunkt der Region, wirtschaftlich dominant ist auch der Dienstleistungssektor. Die vormalige Marktgemeinde wurde im Jahr 2000 zur Stadtgemeinde erhoben.

## Geografie

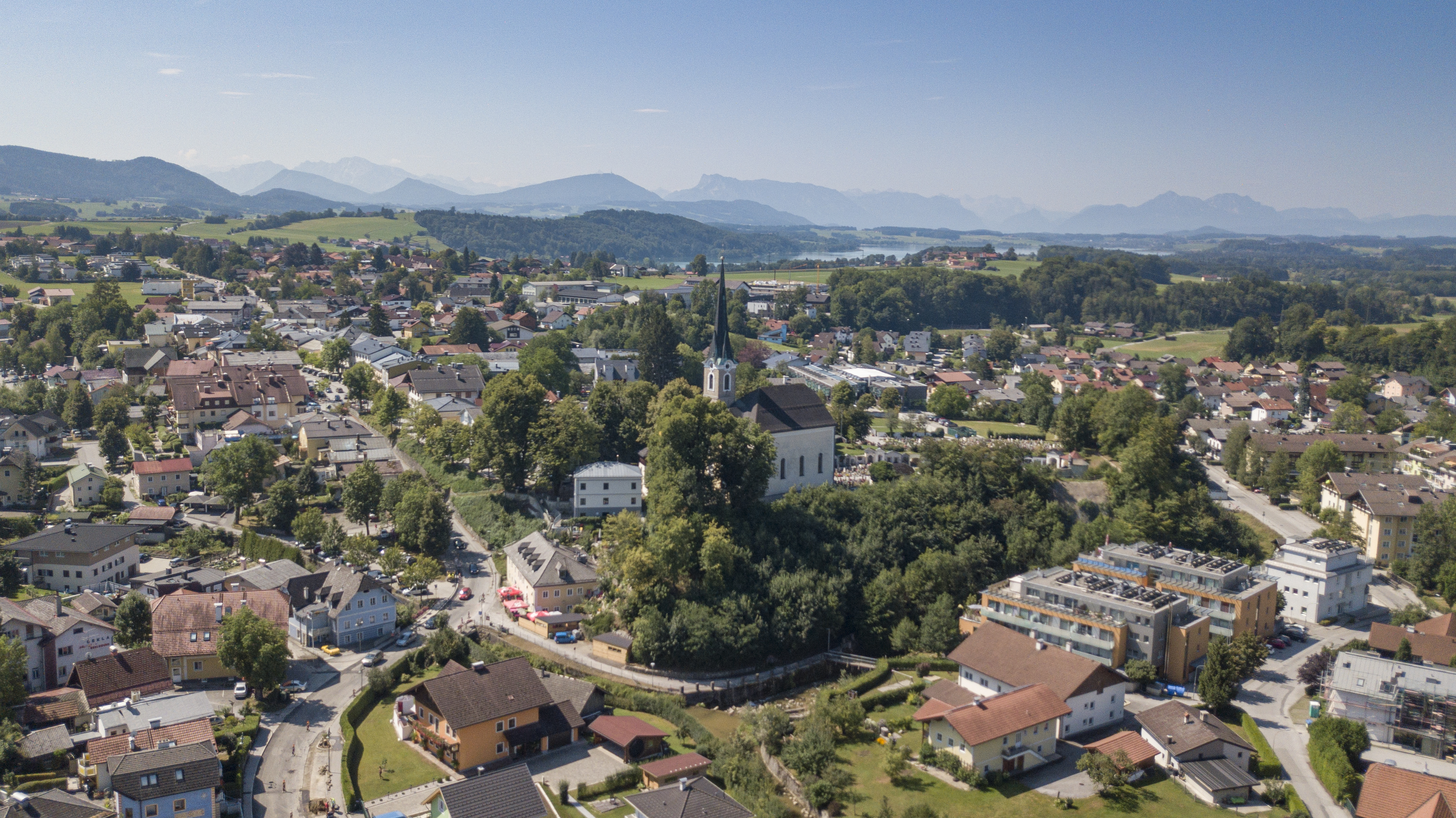
Blick auf Neumarkt am Wallersee

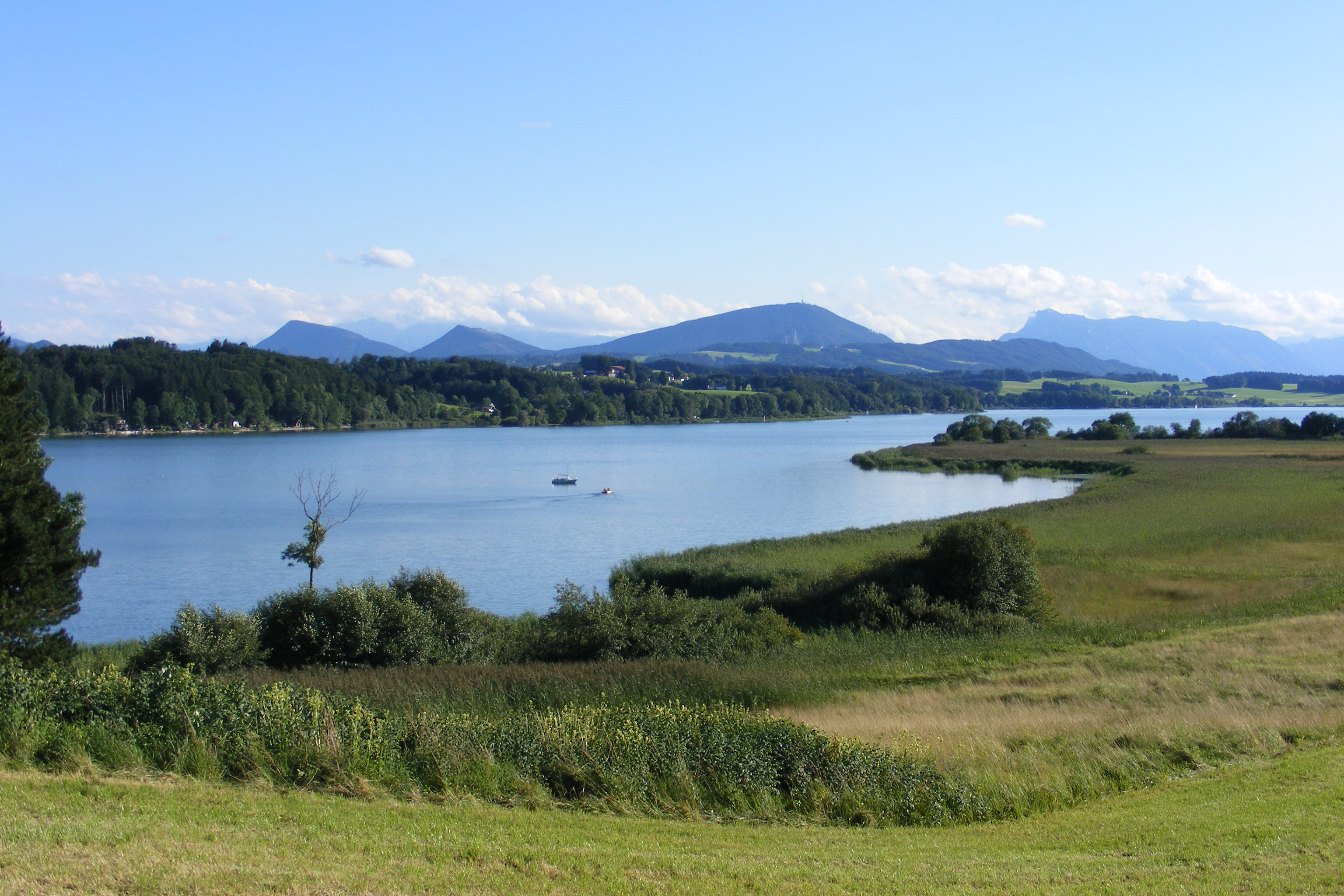
Blick auf den Wallersee

Neumarkt am Wallersee liegt auf 552 m Seehöhe am Ostufer des Wallersees rund 22 km nordöstlich der Landeshauptstadt Salzburg im Bezirk Salzburg-Umgebung (Flachgau). Damit ist die Stadtgemeinde Teil des Salzburger Seengebiets. Ihre maximale West-Ost-Ausdehnung beträgt rund 7,9 km, in Nord-Süd-Richtung zirka 7,6 km. Die Fläche beträgt 21,40 km², wovon ziemlich genau ein Drittel (vornehmlich der südliche Teil der Gemeindefläche) bewaldet ist. Neumarkt ist Teil des Gerichtsbezirks Seekirchen am Wallersee, war aber bis 2023 Sitz eines Bezirksgerichtes.
Mit der Lage im Salzburger Alpenvorland ist das gesamte nördliche Stadtgebiet um den See leicht hügelig. Im Süden und Südosten gibt es mit den Ausläufern der Großen Plaike und des Kolomannsbergs Erhebungen bis rund 1000 Höhenmeter (höchstgelegener Punkt der Gemeinde: Lehmberg, 1027 m). Deren Kämme bilden die Gemeindegrenzen zu Thalgau im Süden und dem oberösterreichischen Oberhofen am Irrsee im Osten.
Neben dem Wallersee existieren im gesamten Stadtgebiet keine großen Fließgewässer. Die Bäche im Nordosten entwässern nach Norden in die Mattig, alle anderen nach Westen in den Wallersee und in der Folge über die Fischach in die Salzach.
Neumarkt hat außerdem Anteil an dem am Nordufer des Wallersees befindlichen Europaschutzgebiet Wallersee-Wenger Moor.

### Stadtgliederung
Die Stadt besteht aus den vier Katastralgemeinden
- Neumarkt Markt
- Neumarkt Land
- Matzing
- Neufahrn

Die zwölf einzelnen Ortschaften und ihre Einwohnerzahlen (Stand 1. Jänner 2024) sind
- Lengroid (69)
- Maierhof (91) samt Edhof
- Matzing (77)
- Neufahrn (253) samt Aring, Haslach, Neufahrn-Zerstreute Häuser und Sendlberg
- Neumarkt am Wallersee (4721)
- Pfongau (422) samt Diesenberg
- Schalkham (535)
- Sighartstein (102)
- Sommerholz (118) samt Brunnkehrer, Haltinger, Karlbauer und Wallester
- Thalham (47)
- Wallersee-Ostbucht (44)
- Wertheim (147) samt Wertheim-Zerstreute Häuser

Die Stadtgemeinde ist Mitglied im Regionalverband Salzburger Seenland und in der Seenland Tourismus GmbH.

### Nachbargemeinden
Die Stadt grenzt an folgende Gemeinden:
| Köstendorf            | Straßwalchen                                | Oberhofen am Irrsee (Oberösterreich) |
| Köstendorf            | Kompassrose, die auf Nachbargemeinden zeigt | Oberhofen am Irrsee (Oberösterreich) |
| Henndorf am Wallersee | Henndorf am Wallersee und Thalgau           | Tiefgraben (Oberösterreich)          |

## Geschichte

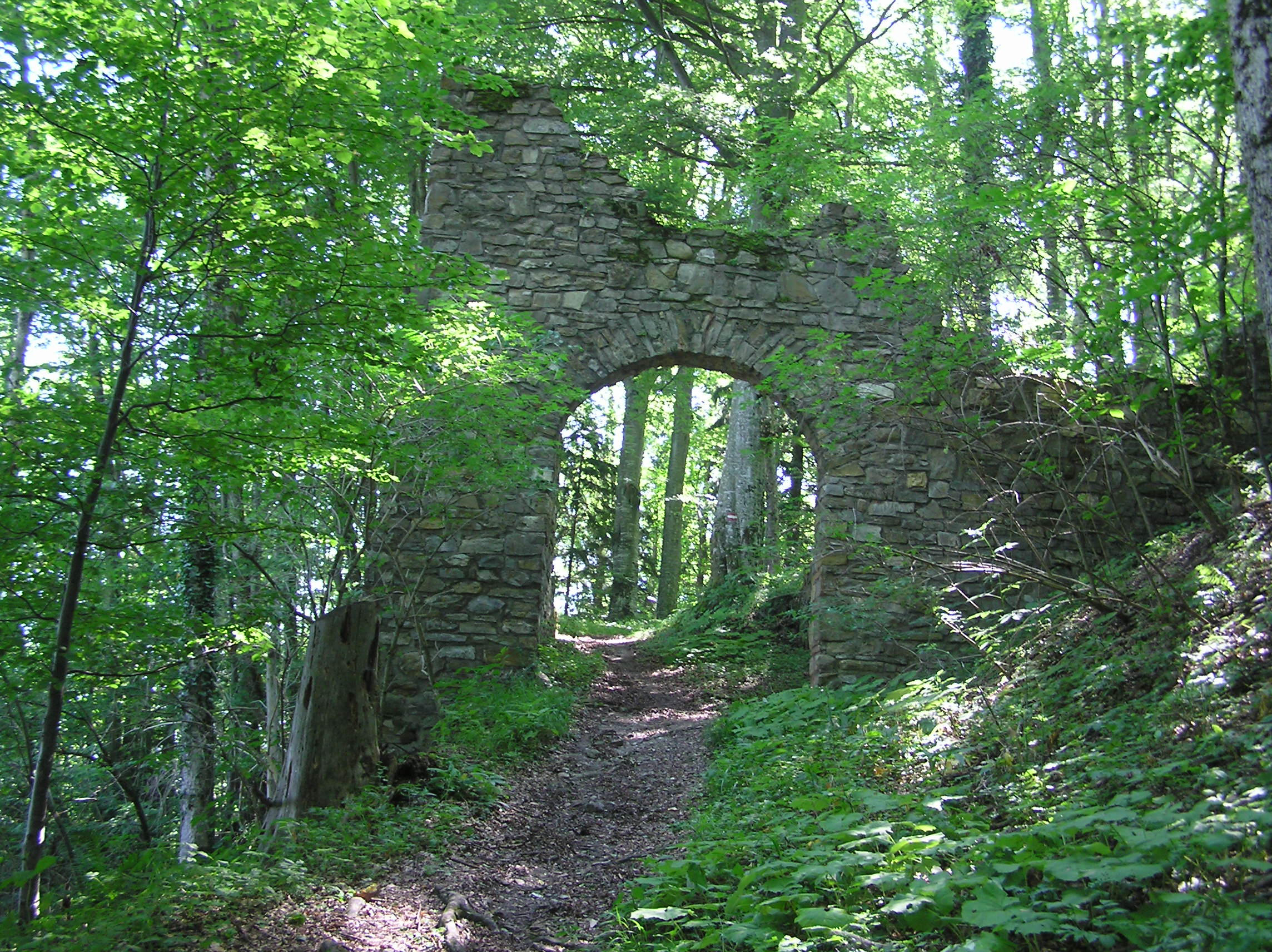
Burgruine Lichtentann

Neumarkt am Wallersee wurde vom Salzburger Erzbischof Eberhard II. um 1240 planmäßig gegründet. Ausschlaggebend dafür war die Lage an der Nordgrenze des Erzbistums, wo der Landesherr einen „Wächter“  benötigte, um seine Präsenz zu festigen. Innerhalb kurzer Zeit kam dem Novum Forum (= neuer Markt) eine wirtschaftliche Schlüsselstellung zu. Die Privilegien, mit denen Neumarkt ausgestattet wurde – das Mautrecht, das Schank- und Handelsprivileg, das Niederlagsrecht und das Wochenmarktrecht –, trugen maßgeblich dazu bei, dass sich Neumarkt am Wallersee zur wirtschaftlichen Drehscheibe entwickelte. Der lebhafte Geschäftsverkehr begünstigte besonders die Gründung größerer Handelsunternehmen, Gaststätten, Mühlen und Gerbereien. Um den Lokalbedarf an Bier zu decken, entstanden hier nicht weniger als fünf Brauereien.
Die beiden Fürsterzbischöfe Wolf Dietrich von Raitenau und Paris Graf von Lodron bauten im 17. Jahrhundert Neumarkt zur Festung und Grenzbastion aus. Mit der Errichtung des Schanzwalls als Verteidigungsanlage wurde 1638 der Salzburger Dombaumeister Santino Solari beauftragt. Neumarkt wurde auch Sitz des Pfleggerichtes Neumarkt.
Der Zweite Koalitionskrieg 1800 und der dritte Koalitionskrieg 1805 setzten der Gemeinde arg zu. Schließlich brachten auch der große Marktbrand des Jahres 1879, der achtzig Objekte zerstörte, und der Brand der Pfarrkirche 1887 einen verheerenden Schaden für die Neumarkter Bevölkerung.
Erst nach dem Zweiten Weltkrieg erholte sich die Gemeinde. Es folgten immer mehr Gäste, und die Bedeutung als zentraler Ort und Schwerpunktgemeinde für Dienstleistungen in der ganzen Region nahm rasant zu. Auf Ansuchen der Gemeinde beschloss der Salzburger Landtag im Jahr 2000, Neumarkt am Wallersee zur Stadtgemeinde zu erheben, was am 24. September desselben Jahres, dem Salzburger Landesfeiertag, umgesetzt wurde.

### Fund eines antiken Schatzes
Im Frühjahr 2021 wurde zufällig bei Waldarbeiten in Neumarkt ein Goldschatz entdeckt. Die Finder meldeten den Fund, sodass die Ergrabung professionell durch Archäologen des Bundesdenkmalamts erfolgen konnte. Der Salzburger Museumsverein kaufte den Fund mit Spenden an. Am 16. Januar 2023 wurde im Salzburg Museum der Fund vorgestellt und ist eine Woche lang ausgestellt: Keltischer Halsreif, Armreif und 4 Ringe sind aus Gold, 28 Tetradrachmen-Münzen aus Silber. Der Fund ist sehr bedeutsam und wird auf das 1. Jahrhundert vor Chr. datiert.

## Kultur und Sehenswürdigkeiten
- Burgruine Lichtentann

Pfarrkirche Neumarkt am Wallersee

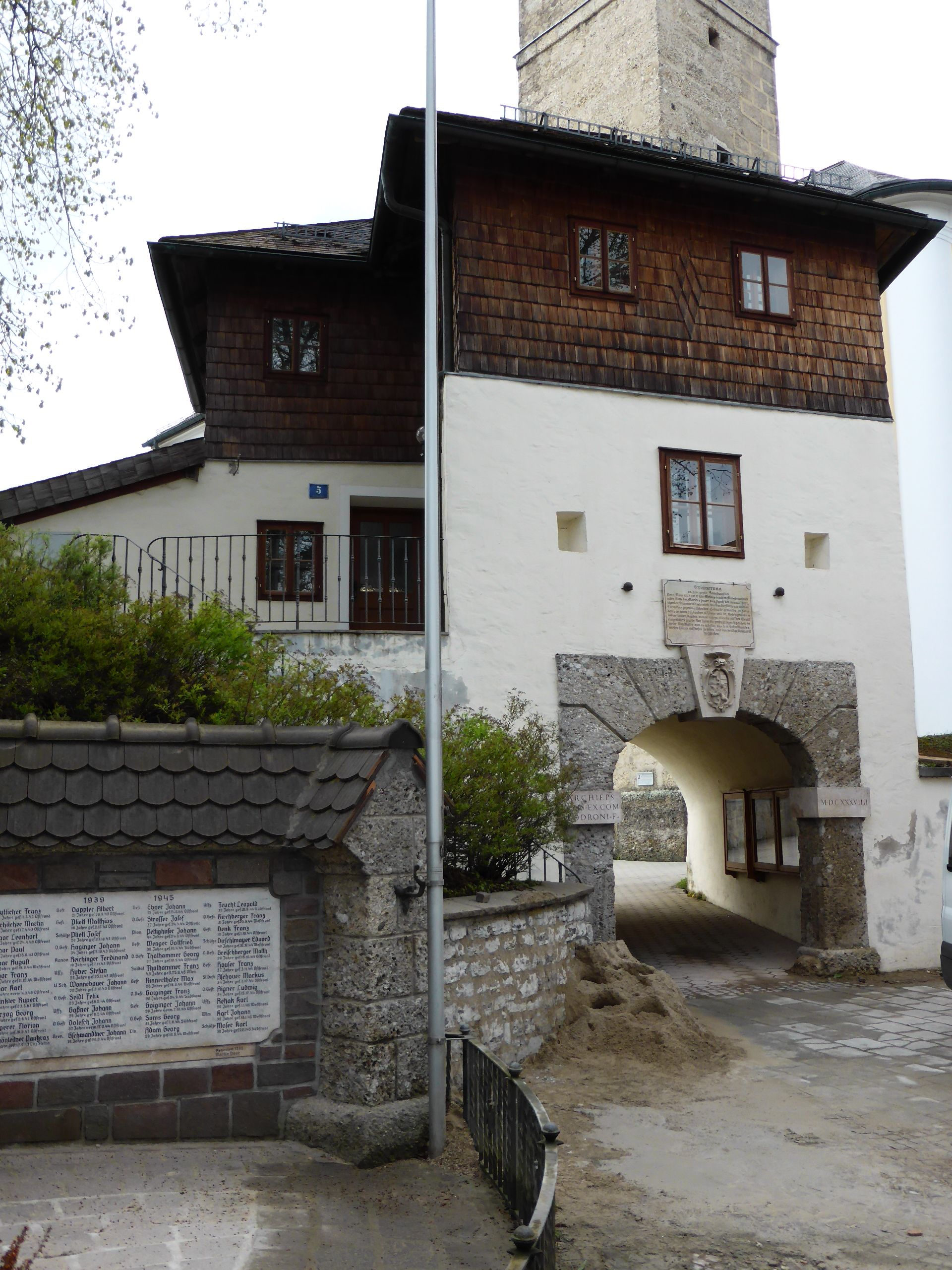
Neumarkter Schanze und Torhaus

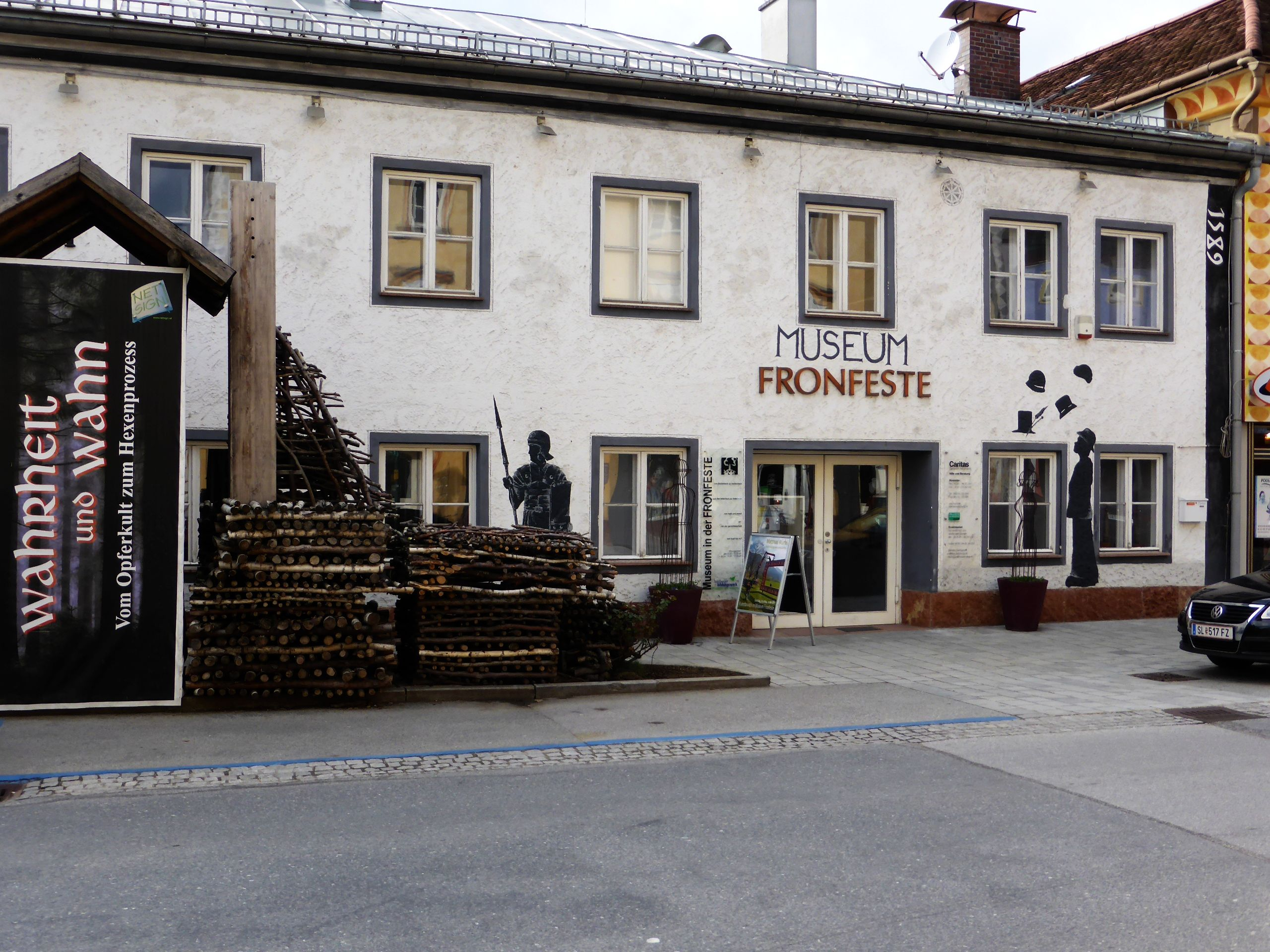
Museum Fronfeste

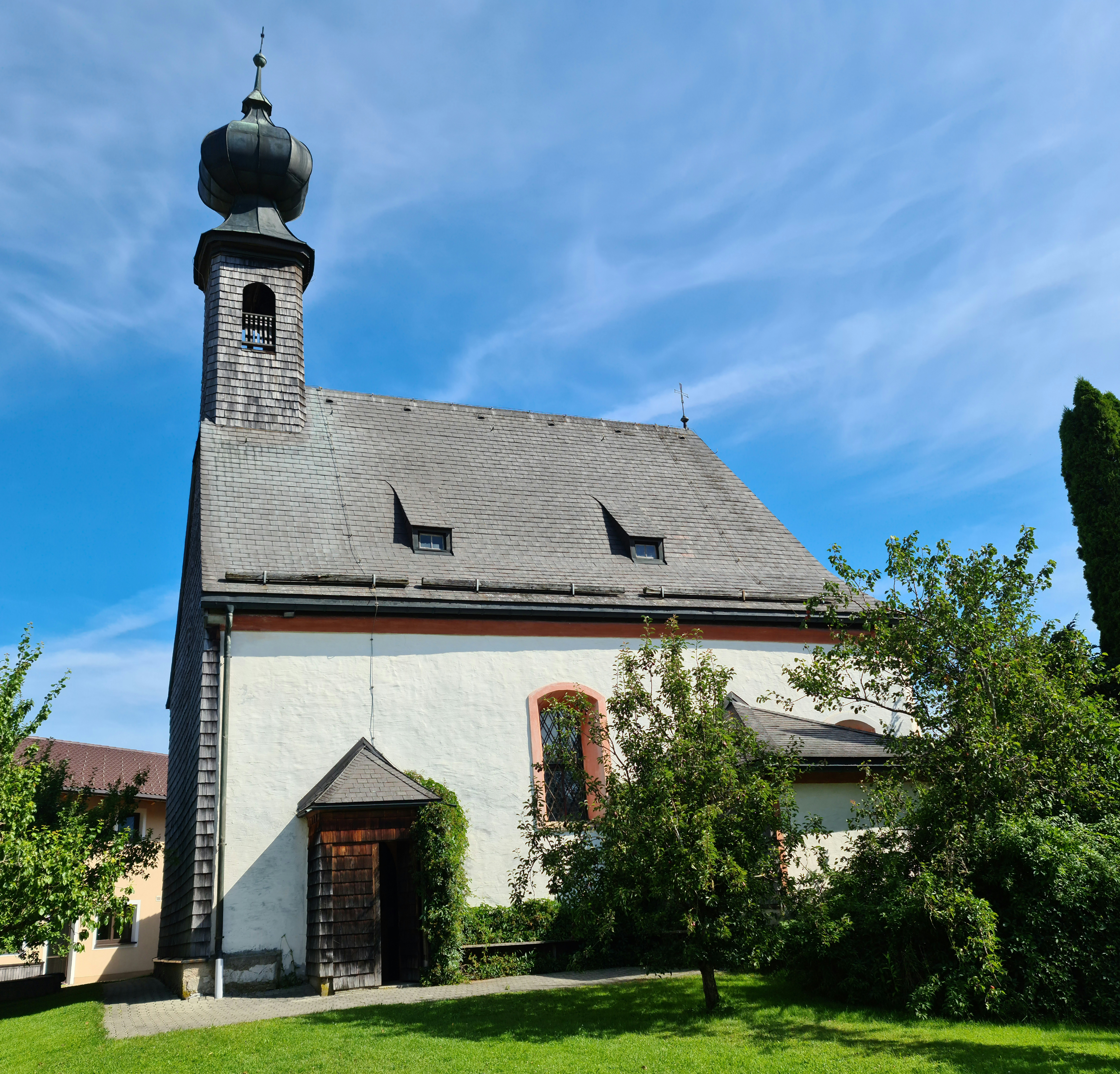
Filialkirche Neufahrn

- Katholische Pfarrkirche Neumarkt am Wallersee hl. Nikolaus
- Neumarkter Schanze und Torhaus, ehemalige Wehranlage bei der Pfarrkirche
- Museum Fronfeste: Schwerpunkte des Museums sind Gerichtswesen und Kriminalgeschichte, das Leben in der Römerzeit; Lederwerkstatt, Hutmacherei
- Schanzwall-Weg mit 14 Schautafeln zur Stadtgeschichte
- Evangelische Rupertuskirche
- Spätgotische Filialkirchen in Neufahrn, Pfongau und Sommerholz (barockisiert)
  - Katholische Filialkirche Neufahrn hl. Maria Magdalena
  - Katholische Filialkirche Pfongau hl. Martin

Der Ort Sommerholz und die dortige barocke Filialkirche zum Heiligen Georg liegen am Pilgerweg Via Nova. Alle zwei Jahre findet dort ein Georgiritt statt. Durch Neumarkt am Wallersee führt auch der österreichische Abschnitt des Jakobswegs.
In Neumarkt gibt es vier Musikervereinigungen:
- Trachtenmusikkapelle Neumarkt am Wallersee
- Jugendorchester TMK Neumarkt am Wallersee
- Irrsbergmusi
- Neumarkter Musikanten

## Wirtschaft und Infrastruktur

### Verkehr
- Bahn: Neumarkt am Wallersee liegt an der Westbahn Wien–Salzburg. Dabei verfügt der Ort gleichzeitig über eine Station der S-Bahn Salzburg. Mit der Verlängerung der Mattigtalbahn ab dem Jahr 2019 ist Neumarkt seit 2022 auch Beginn der Mattigtalbahn. Zudem ist Neumarkt aus der Landeshauptstadt Salzburg mit Postbussen erreichbar.

- Straße: Die Stadt Neumarkt liegt an der Wiener Straße (B 1), die ursprünglich durch den Ort führte. 1982 wurde eine Umfahrung beschlossen und 1989 dem Verkehr übergeben.[4][5] Der nächstgelegene Autobahnanschluss ist der rund 13 km entfernte Anschluss an die Westautobahn A1 in Eugendorf (Ausfahrt Wallersee).

### Öffentliche Einrichtungen
Auf dem Bildungssektor verfügt Neumarkt über ein Schulzentrum mit
- Höhere Bundeslehranstalt für wirtschaftliche Berufe
- Handelsakademie und Handelsschule[6]
- Mittelschule[7]
- Polytechnische Schule
- Hauptschule
- Volksschulen in Neumarkt und Sighartstein

Neben den üblichen Verwaltungs- und Versorgungseinrichtungen einer Stadtgemeinde befand sich in Neumarkt bis zum 28. Februar 2023 auch ein Bezirksgericht, welches mit 1. März 2023 nach Seekirchen übersiedelte. Zu den sozialen Einrichtungen zählen unter anderem eine Bücherei und ein Seniorenheim.

### Sport und Freizeit
Die Stadt verfügt über mehrere Sportanlagen (Fußballplatz, Tennisplätze, Volleyballplatz), und am Wallersee gibt es zwei Strandbäder sowie eine Surfschule und einen Yachthafen. Zudem besteht die Möglichkeit des Boots- und Fahrradverleihs. Des Weiteren existiert am See ein Campingplatz. Dort passiert ein um den gesamten See führender Wanderweg. Wandermöglichkeiten gibt es außerdem im südlichen Bergland. Durch Neumarkt führt auch der Mozart-Radweg, ein Radwanderweg, der von Salzburg und dem Flachgau über Teile Oberbayerns bis nach Nordtirol führt.

## Politik

Stadtamt Neumarkt am Wallersee

### Gemeinderat
| Gemeinderatswahl 2024Wahlbeteiligung: 67,6 % 50403020100 37,8 % (+2,6 %p)34,1 % (−13,3 %p)16,5 % (+5,7 %p)11,7 % (+5,1 %p) SPÖÖVPFPÖGRÜNE20192024 |

Die Gemeindevertretung hat insgesamt 25 Mitglieder.
- Mit den Gemeindevertretungs- und Bürgermeisterwahlen in Salzburg 2004 hatte die Gemeindevertretung folgende Verteilung: 11 ÖVP, 11 SPÖ, 2 FPÖ, 1 Sonstige.
- Mit den Gemeindevertretungs- und Bürgermeisterwahlen in Salzburg 2009 hatte die Gemeindevertretung folgende Verteilung: 11 ÖVP, 8 SPÖ, 3 FPÖ, und 3 GRÜNE.[8]
- Mit den Gemeindevertretungs- und Bürgermeisterwahlen in Salzburg 2014 hatte die Gemeindevertretung folgende Verteilung: 10 ÖVP, 8 SPÖ, 5 FPÖ, und 2 GRÜNE.[9]
- Mit den Gemeindevertretungs- und Bürgermeisterwahlen in Salzburg 2019 hatte die Gemeindevertretung folgende Verteilung: 13 ÖVP, 9 SPÖ, 2 FPÖ und 1 GRÜNE.[10]
- Mit den Gemeindevertretungs- und Bürgermeisterwahlen in Salzburg 2024 hat die Gemeindevertretung folgende Verteilung: 9 SPÖ, 9 ÖVP, 4 FPÖ und 3 GRÜNE.

### Bürgermeister
- Josef Loibichler
- 1959–1984 Johann Rosenlechner[11]
- 1984–1989 Hans-Georg Enzinger[12]
- 1989–1999 Wilhelm Winter (SPÖ)[13]
- 1999–2014 Emmerich Riesner (ÖVP)[14]
- 2014–2024 Adolf Rieger (ÖVP)[15]
- seit 2024 David Egger-Kranzinger (SPÖ)[16]

### Wappen
Das Wappen wurde der Stadt 1572 vom Salzburger Fürsterzbischof Johann Jakob von Kuen–Belasy verliehen: „In Gold ein roter, linker Schrägbalken, im oberen Felde ein aus dem Balken wachsendes silbernes rotbezungtes Lamm“.
Es ist damit eines der vier ältesten Wappen in Salzburg. Das Lamm ist als Wappentier Symbol der Friedfertigkeit und fordert die Bewohner zur Nächstenliebe und zu einem friedlichen Zusammenleben auf.

## Persönlichkeiten

### Ehrenbürger der Stadt
- Helmut Deinhammer, Vizebürgermeister 1992–1996 (seit 21. September 2007)
- Hans-Georg Enzinger, Bürgermeister 1984–1989 (seit 21. September 2007)
- Hans Rosenlechner, Bürgermeister 1959–1984 (seit 22. September 1993; † 19. Januar 2003)
- Matthias Schwab, Pfarrer (seit 22. September 1993; † 5. März 2008)
- Wilhelm Winter, Bürgermeister 1989–1999 (seit 21. September 2007)

### Söhne und Töchter der Stadt
- Wilfried Haslauer sen. (1926–1992), ehemaliger Landeshauptmann von Salzburg
- Anton Paul Heilmann (1850–1912), Maler und Illustrator
- Georg Rinnerthaler (1882–1957), Gastwirt und Fleischhauer, in der NS-Zeit KZ Dachau und Gauverbot[18]
- Robert Ibertsberger (* 1977), Fußballspieler
- Andreas Riesner (1979–2012), Skitourenführer, Alpin-Journalist und -Fotograf
- Isabella Stangl (* 1985), Miss Austria 2005

### Mit der Stadt verbundene Persönlichkeiten
- David Egger (* 1987), Politiker (SPÖ), Vizebürgermeister von Neumarkt am Wallersee seit 2019[19]